# Virginia Slims Championships 1976
Il Virginia Slims Championships 1976 è stato un torneo di tennis femminile che si è giocato a Los Angeles negli USA dal 12 al 18 aprile campi in sintetico indoor. È stata la 5ª edizione del torneo di fine anno di singolare.

## Campionesse

### Singolare
Evonne Goolagong Cawley ha battuto in finale  Chris Evert con il punteggio di 6–3, 5–7, 6–3

### Doppio
Il torneo di doppio si è giocato a Tokyo